# Frank Bungarten

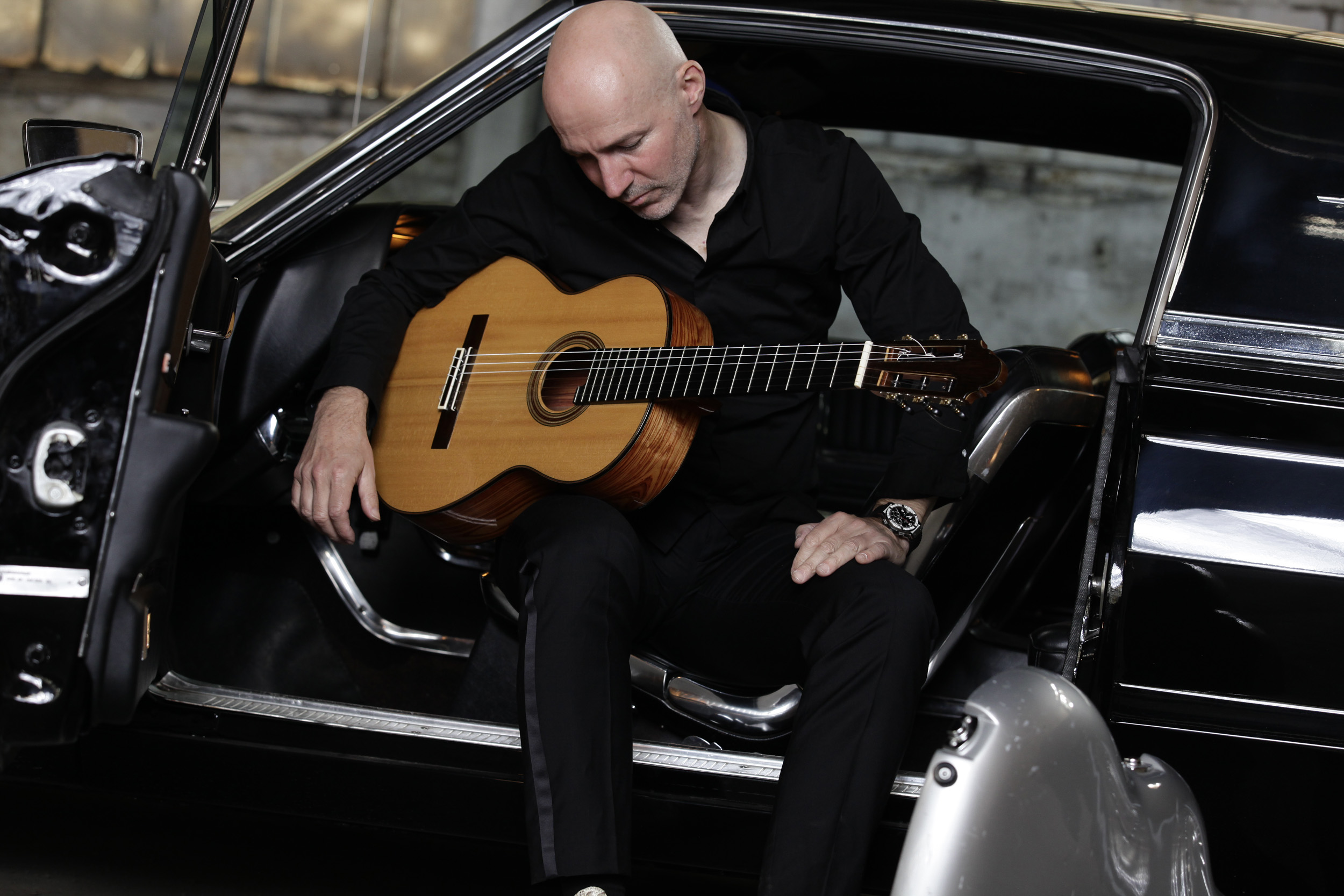
Frank Bungarten

Frank Bungarten (* 6. Mai 1958 in Köln) ist ein deutscher Gitarrist.

## Leben
Unter dem Einfluss der Rockmusik der 60er Jahre begann er mit etwa 10 Jahren, Gitarre zu spielen. Zu seinen ersten Lehrern gehörte der vorübergehend im Rheinland lebende paraguayische Virtuose Carlos Baez, der ihn früh mit südamerikanischer Musik vertraut machte. Seine ersten Auftritte hat er mit 13 Jahren als Gitarrist einer von Lehrern seines Gymnasiums gebildeten Band, die Jazz-Standards spielte. Der Kontakt zum Jazz brachte ihn dazu, autodidaktisch Tenor- und Sopransaxophon zu lernen. Trotz seiner späteren Karriere als Klassischer Musiker bezeichnet er stets John Coltrane als seinen alles überragenden Einfluss.
Bungarten nahm vor dem Abitur ein Studium in der Musikhochschule Köln auf. Nach der musikalischen Ausbildung bei Karl-Heinz Böttner und Hubert Käppel und einem Meisterkurs bei Oscar Ghiglia in Italien zog er sich zurück, um auf eigenen Wegen die Grundlagen seines Spiels zu formen. Neben dem Gitarrenstudium hatte er als Saxophonist seiner Gruppe „Extempore“  mit frei improvisierter Musik zahlreiche Engagements in Rundfunkproduktionen, Festivals und Jazzclubs. Nach einem zweiten Platz im Bundeshochschulwettbewerb 1981 trat er im gleichen Jahr international auf. Andrés Segovia verlieh ihm den Ersten Preis beim Gitarrenwettbewerb IV. Concurso Internacional De Interpretacion Musical in Granada, verbunden mit einer Spanientournee. Unmittelbar darauf erfolgte der Abschluss des Studiums mit Auszeichnung und der Beginn einer Tätigkeit als Hochschullehrer.
Bis heute spielte er als Solist in über 40 Ländern der Welt, u. a. im Auftrag des Goethe-Instituts. Er spielte auf der Berliner Philharmonie, dem Kunst- und Kongresshaus Luzern, dem Münchener Gasteig, den Salzburger Festspielen, Schwetzinger Festspielen, dem Schleswig-Holstein Musik Festival, MDR-Musiksommer, den Niedersächsischen Musiktagen und  Gitarrenfestivals vom Mittelmeerraum bis Skandinavien, von Dublin bis Havanna. Seine Konzert- und CD-Programme orientieren sich in Anspruch und Umfang an pianistischen Vorbildern. Ebenso seine von Ernst und Detailliebe geprägte interpretatorische Haltung. Für seine Konzerttätigkeit verwendet er Instrumente des 1939 geborenen Gitarrenbaumeisters Gerhard Schnabl aus dem oberfränkischen Bräuningshof (Langensendelbach) bei Erlangen.

## Ehrungen
- 1997: Preis der Deutschen Schallplattenkritik
- 2005: Echo Klassik in der Kategorie „Instrumentalist des Jahres“
- 2011: Echo Klassik in der Kategorie „Instrumentalist des Jahres“
- 2018: Opus Klassik in der Kategorie „Instrumentalist des Jahres“ für Johann Kaspar Mertz: Der letzte Wiener Virtuose[3]
- 2020: Opus Klassik in der Kategorie „Solistische Einspielung des Jahres“ für Emilio Pujol: Estudios

## Lehrtätigkeit
Bungarten verdiente sich schon als Jugendlicher sein Taschengeld mit Gitarrenstunden, unterrichtete gleichermaßen Mitschüler und Erwachsene, sieben Jahre lang auch an der Städtischen Musikschule Frechen. 1981 wirkte er als Assistent seines Lehrers Hubert Käppel an der Kölner Musikhochschule und ab 1982 an der Hochschule für Musik, Theater und Medien Hannover, wo er bis heute als Professor eine internationale Klasse betreut. Von 1989 bis 2010 war er zugleich Professor an der Hochschule Luzern. Er gab weltweit über hundert Seminare und Meisterkurse. Sein kompromissloser Unterrichtsansatz trifft in der Gitarrenwelt auf ebenso glühende Zustimmung wie Ablehnung. Der Fotograf Thomas Struth widmete Bungartens Unterrichtsarbeit ein 2005 in Bern und New York vorgestelltes Videoprojekt.

## Diskographie (Auswahl)
- J.S. Bach: Sonatas and Partitas for Violin Solo, Transcriptions for Guitar, 2 CDs, MDG 305 1028-2
- Fernando Sor: Selected Studies, CD, MDG L3390
- Castelnuovo-Tedesco: 24 Caprichos de Goya op. 195, 2 CDs, MDG 3050725-2
- "Cancion y Danza", CD, MDG 305 1246-2
- Frank Bungarten spielt Werke von Barrios & Ponce, LP, FSM 68 701
- Heitor Villa-Lobos: "Complete Solo Works for Guitar", CD, MDG
- Mauro Giuliani: Works for Flute and Guitar + Andrea Lieberknecht, Flute, CD, MDG
- Federico Moreno Torroba: "Guitar Works", CD, MDG
- Johann Kaspar Mertz: "The Last Viennese Virtuoso", CD, MDG
- Emilio Pujol: "Pujol: Estudios", CD, MDG